# Warrior Soul
Warrior Soul is een Amerikaanse hardrock- en heavy metalband uit New York.

## Bezetting
- Adam Arling
- Christian Kimmett
- Daniel 'Danny' Engström
- Hector D
- Janne Jarvis
- Johan Linstrom
- John Hodgson

- John Polachek
- John Ricco
- Kory Clarke
- Mark Evans
- Mike McNamara
- Nate Arling
- Paul Ferguson

- Pete McClanahan
- Rille Lundell
- Robert Stephenson
- Scott DuBoys
- Sue Gere
- X. Factor

## Geschiedenis
Rond 1987 wordt voor het eerst de door Kory Clarke opgerichte band genoemd. In het tijdperk van het presidentschap van George H. W. Bush waren sommige nummers van de band politiek van aard. Drummer was de voormalige Killing Joke-drummer Paul Ferguson. Het debuut Last Decade Dead Century uit 1990 bood een mix van hardrock en postpunk, zelfs op de net opkomende grunge werd enigszins geanticipeerd. De band tekende bij Geffen Records. Danzig en Soundgarden waren op tournee voor de volgende albums. Sommige shows met Queensrÿche tijdens de tournee voor Salutions from the Ghetto Nation waren minder succesvol. Het album Chill Pill uit 1993 was opzettelijk hard en luid om het ontslag van Geffen te bewerkstelligen, wat een succes was. Space Age Playboys volgde in 1994. De band kreeg in Europa meer aandacht dan in de Verenigde Staten, voordat ze in 1995 werd ontbonden. In 1996 verscheen een postume collectie met Odds & Ends. Nadat de band was ontbonden, werkte Kory Clarke eerst samen met Billy Duffy van The Cult en richtte vervolgens de Space Age Playboys op. In 2005 werd Mark Evans, drummer op drie albums, vermoord.
In maart 2007 hervormde Kory Clarke de band, die begon te werken aan nieuwe nummers. Het limited-edition album Chinese Democracy werd uitgebracht in oktober 2008, slechts een maand voordat het lang aangekondigde Guns N' Roses-album met dezelfde naam werd uitgebracht. Warrior Soul hernoemde de hunne tot Destroy the War Machine en bracht het opnieuw uit. In 2009 ging de band op tournee door Europa. Kory Clarke woont momenteel in Berlijn, waar hij een solo-project leidt met de muzikanten van de hardrockband Stashbox.

## Discografie
- 1990: Last Decade Dead Century
- 1991: Drugs, God and the New Republic
- 1992: Salutations from the Ghetto Nation
- 1993: Chill Pill
- 1994: Space Age Playboys
- 1996: Odds & Ends, in Europa ook onder de titel Fucker
- 2000: Classics (compilatie)
- 2006: Promo Sampler Compilation
- 2008: Live in England
- 2009: Destroy the War Machine (eerst als Chinese Democracy)
- 2012: Stiff Middle Finger
- 2017: Back on the Lash